# Jules Bacon
Jules Bacon (8. juli 1917 – 13. januar 2007) var en amerikansk professionel bodybuilder, der vandt titlen Mr. America i 1943. Hans vægt (79 kg) og
højde (170 cm) kom ikke op på siden af hvad datidens professionelle bodybuildere kunne opvise, men hans ikke blot muskuløse, men også enestående harmoniske skikkelse gjorde udslaget.
Det er interessant nok, at i 1940'erne, da bodybuilding endnu var noget forholdsvis nyt, nærede dens udøvere tilsyneladende ikke store betænkeligheder ved lejlighedsvis at blive fotograferet uden at have en trævl på. At dette skulle blive anset usømmeligt, synes ikke dengang at være faldet nogen ind.